# David Mitrani Arenal
David Mitrani Arenal (La Habana, Cuba, 12 de mayo de 1966) es un escritor cubano de la literatura posrevolucionaria, perteneciente a una generación que en su momento fue llamada novísimos. Ha obtenido diferentes premios y reconocimientos entre los que se destacan el Premio Internacional Anna Seghers en 1998 otorgado al conjunto de su obra por la Fundación Anna Seghers y la Academia de Artes de Berlín. En su país obtuvo el importante Premio Alejo Carpentier en el 2003. 

## Introducción
David Mitrani Arenal se dio a conocer en los años noventa con el libro de relatos Modelar el barro (1994) que venciera en aquel año el Concurso Nacional Pinos Nuevos y luego con la colección de relatos Santos Lugares (1997) y la novela Ganeden (1999). Más tarde saldrían a la luz Los malditos se reúnen (2003) y Deja dormir a la bestia (2011), en los géneros cuento y novela respectivamente. En su obra también se destaca su poesía de la que ha dado a conocer el poemario Hereje inadvertido (2003) y el libro de décimas, escrito a dos manos con Alexis Díaz Pimienta, Robinson Crusoe vuelve a salvarse (1994) vencedor del Concurso Cucalambé en el 1993. Dentro del campo de la investigación ha trabajado con la filóloga italiana Giuliana Della Valle en el campo de la poesía oral improvisada y ha publicado en lengua italiana los libros Cuba Improvvisa y Caffé diVerso.
En la obra de David Mitrani Arenal, que como es natural ha pasado por diferentes etapas, la mezcla de realismo brutal con sutil surrealismo nos ofrece una crónica de la decadencia de la sociedad cubana después de la caída del muro de Berlín y de la crisis existencial del llamado hombre nuevo. Sus protagonistas, intelectuales o no, se mueven generalmente en los suburbios urbanos y morales de La Habana, y de sus peripecias nos informa un narrador que ni se inmuta ni escandaliza ante las más grotescas escenas. Su estilo, de humor amargo y no pocas veces cínico, muestra influencias del realismo sucio y, aunque parezca paradójico, también del realismo mágico; su lenguaje puede abundar en alegorías y frases herméticas, pero igual puede ser seco, carente de adornos y explícito. A nivel estructural la obra de Mitrani combina, incluso en los textos más cortos, las más disímiles técnicas narrativas: frecuentes saltos temporales y espaciales, cambios de punto de vista dentro de una misma anécdota, anidamiento de historias, etc.  

## Biografía
David Mitrani fue el sexto de los siete hijos que tuvieron Pilar Arenal Prado, hija de español y cubana, y Salomón Mitrani Barlía, hijo de inmigrantes sefarditas turcos. El hogar de los Mitrani era humilde pero culto, cosa poco común en Martín Pérez, barrio periférico del municipio habanero de San Miguel del Padrón. Salomón y Pilar se dedicaron a crear una biblioteca bien abundante que permitió a sus hijos, sin otros medios como la radio y la televisión, encontrar en la lectura su principal diversión y tema de conversación durante los debates de sobremesa. 
Mientras estudiaba en el preuniversitario Mártires de La Coubre, en el año 1982, entabló amistad con Alexis Díaz Pimienta, y crearon un pequeño taller literario que más bien funcionaba como un binomio literario, de entonces datan los primeros poemas de Mitrani. Aunque fue la poesía el primer género literario que lo cautivó, muy pronto comenzó a incursionar en la prosa, y ya en el 1990 vence el Concurso Nacional de Cuentos 26 de Julio con Algo más sobre los inmortales, un libro coescrito con Alexis Díaz Pimienta que sin embargo nunca sería publicado. 
Pese a su pasión por las letras, quizás siguiendo el ejemplo de sus otros hermanos, casi todos estudiantes de ingeniería, Mitrani decidió estudiar la carrera de ingeniería en Máquinas Computadoras en el Centro Universitario José Antonio Echevarría (CUJAE) de La Habana, especialidad de la que se graduó en el 1989. 
En 1995 se casó con la poetisa Idel Rosa Velázquez con la que al año siguiente tuviera su primer hijo: David Mitrani Velázquez. 
Mitrani trabajó en el campo de la informática hasta el año 1999, en ese período publicó dos libros de relatos Modelar el barro, Santos lugares y la novela Ganeden. Cuando abandonó todo lo relativo a la ingeniería, dio un giro total a su vida y comenzó a trabajar como investigador en el campo de la poesía oral improvisada. Asimismo la prosa de Mitrani se hizo más lenta y menos comprometida con la realidad. Nacerían entonces los relatos que conformarían Los malditos se reúnen y la novela Deja dormir a la bestia. También escribió en este periodo numerosos artículos sobre la poética de los repentistas que aparecen recogidos en revistas especializadas y actas de los distintos coloquios en los que participó.

### Narrativa
- Modelar el barro. La Habana: Letras Cubanas, 1994.
- Santos lugares. La Habana: Unión, 1997.
- Ganeden. Ciudad México: Lectorum, 1999.
- Los malditos se reúnen. La Habana: Letras Cubanas, 2003; 2ª ed. ivi 2005; 3ª ed. Barcelona: Hiru, 2006; trad. inglés: Coven of the cursed. La Habana: José Martí, 2006.
- Deja dormir a la bestia. La Habana: Letras Cubanas, 2011.

### Poesía
- Robinson Crusoe vuelve a salvarse. Las Tunas: San Lope, 1994 (con Alexis Díaz Pimienta).
- Hereje inadvertido. La Habana: Unicornio, 2003.

### Ensayo
- Cuba Improvvisa. Antología del “repentismo” cubano, compilación de G. Della Valle y D. Mitrani, selección y traducción de décimas improvisadas, traducción de G. Della Valle, Iesa, Gorée, 2006, con prólogo de A. Melis (con DVD).
- Caffè diVERSO o La poesía orale dominicana, a cargo de G. Della Valle e D. Mitrani, Iesa, Gorée, 2010.

### Filmografía
- Director y guionista del documental Cuba Improvvisa, publicación anexada a la antología Cuba Improvvisa, cit.
- Director y guionista del documental Caffè diVERSO (la poesía orale nella Repubblica Dominicana), cit.
- Dirección, guion y montaje del documental Al compás del socabón publicado anexo al libro La Decima nel Perù. Omaggio a Nicomedes Santa Cruz, Roma: Editoriale Artemide, 2011.

## Otras publicaciones

### Cuentos en antologías y revistas
- «La strada» en A labbra nude, Milán: Feltrinelli, 1995, (tít. orig. «La calle»).
- «Tu mujer» en La Gaceta de Cuba, 1995.
- «Un joven de pelo largo» en Premios Cuentos de Amor, Las Tunas: San Lope, 1996.
- «Adultere Esordienti» en Vedi Cuba poi muori, Milán: Feltrinelli, 1997, (tít. orig. «Siete mujeres para Odel»).
- «1980» en Cuentos habaneros, México, D.F: Selector, 1997.
- «Un joven de pelo largo» en Cuentos habaneros, México, D.F: Selector, 1997.
- «No hay regreso para Johnny» en La Gaceta de Cuba, 1997.
- «Un joven de pelo largo» en Otra vez amor, La Habana: Letras Cubanas, 1997.
- «1980» en ConfinI. N.º 7, Universidad de Milán, diciembre de 1999.
- «Der Lauf der Dinge» en Argonautenschiff, Jahrbuch 8, Berlín, 1999, (tít. orig. «Cruce de caminos»).
- «No hay regreso para Johnny» en Cubanísimo!, Berlín: Surhkamp, 2000.
- «Pas de billet de retour pour Johnny» en Des nouvelles, París: Metellié, 2000, (tít. orig. «No hay regreso para Johnny»).
- «No hay regreso para Johnny» en Nueva narrativa cubana, Madrid: Siruela, 2000.
- «El esclavo del pianista» en Casa de Las Américas N.º 224, La Habana, 2001, pp. 55-62.
- «Modelar el barro» en Irreverente eros, La Habana: José Martí, 2001.
- «Keiner kennt den Fliegenfänger» ADAC, Berlino, 2002, (tít. orig. «Ya llegará el día del cazador»).
- «Tiro de cámara» en Cicatrices en la memoria, La Habana: Capitán San Luis, 2003.
- «Tiro de cámara» en Cicatrices en la memoria, México, D.F: Océano, 2003.
- «Un joven de pelo largo» en Colinas como elefantes blancos, La Habana: Extramuros, 2003.
- «Ya llegará el día del cazador» en La Jiribilla, La Habana, N.º  113, año III, 4 de julio de 2003.
- «El esclavo del pianista» en La Letra del Escriba, La Habana, 2004.
- «No turning back for Johnny», en The cuban reader, California, USA: Duke University Press, 2004, (tít. orig. «No hay regreso para Johnny»)
- «El esclavo del pianista» en Conversaciones con el búfalo blanco (La línea que cruza el agua). Antología de cuentos y entrevistas a autores cubanos, La Habana: Letras Cubanas-Monte Ávila, 2005.
- «Erezioni nel bus» en Con L’Avana nel cuore, Roma: Marco Tropea, 2005, (tít. orig. «Erecciones en el bus»).
- «Uno sparo dalla telecamera» en Nero e Avana. Antologia di racconti cubani contemporanei, Roma: Bookever-Editori Riuniti, 2007, (tít. orig. «Tiro de cámara»).
- «Vuoi che ti chiamino Gina?» en Nero e Avana. Antologia di racconti cubani contemporanei. Roma: Bookever-Editori Riuniti, 2007, (tít. orig. «¿Quieres que te llamen Gina?»).
- «Morir es un placer» en Caminos de humo. Antología de cuentos cubanos con aroma de tabaco. Santiago de Cuba: Editorial Oriente, 2010.

### Poesías en antologías y revistas
- «Algoritmo I» en Agua del ciervo que canta, La Habana: Letras Cubanas, 1992.
- «Conversación con mi hijo» en La Gaveta, Pinar del Río, 2002.
- «Épico» en La Gaveta, Pinar del Río, 2002.
- «Acuse del soldado desconocido» en La Gaveta, Pinar del Río, 2002.
- «Algoritmo II (fragmento)» en Que caí bajo la noche, Ciego de Ávila: Ediciones Ávila, 2004.

### Artículos y ensayos
- «La nueva décima cubana: novodecimismo» en La décima popular en Iberoamérica, Veracruz, México: 1994.
- «Telegrama en diez versos» en Habáname N.º 1, 1997.
- «Zamora Jo y el paraíso» en La Letra del Escriba N.º 34, noviembre de 2004, p. 14.
- «L’elemento comico nella poesia orale cubana», en las Actas del Congreso Intrecci di culture, marginalità ed egemonia in America Latina e Mediterráneo, organizado por las Universidades de Estudios de Boloña, Cagliari y Siena (23-24 de septiembre de 2005), Roma, Meltemi, 2008, pp. 243-260.
- Cuba Improvvisa. Antología del “repentismo” cubano, compilación de G. Della Valle y D. Mitrani, selección y traducción de décimas improvisadas, traducción de G. Della Valle, Iesa, Gorée, 2006, con prólogo de A. Melis (con DVD).
- Caffè diVERSO o La poesía orale dominicana, a cargo de G. Della Valle e D. Mitrani, Iesa, Gorée, 2010.
- «Acercamiento a la técnica poética de los repentistas cubanos», en Verba Manent. Oralità e scrittura in America Latina e nel Meditarreno, Roma: Editoriale Artemide, 2011.

## Premios y honorificencias
- Università la Sapienza di Roma. Enero de 2010. Es nominado “Cultore della materia” para “Lingua e Traduzione Spagnola” en L’Università la Sapienza di Roma (L-LIN 07).
- Orden del Ministerio de Cultura de Cuba Distinción por la Cultura Nacional, 2004.
- Segundo Premio en el Concurso Nacional de Décimas “Cucalambé” por el cuaderno Vértigo sagrado, 2003.
- Premio Alejo Carpentier por el libro Los malditos se reúnen, 2003.
- Premio Internacional “Anna Seghers” instituido por la Fundación homónima y la Academia de Artes de Berlín, por el conjunto de la obra, 1998.
- Diploma de la Unión de Artistas y Escritores de Cuba (UNEAC) Joven más destacado de la narrativa cubana, 1998.
- Premio Nacional “Cuentos de Amor de Las Tunas” por Un joven de pelo largo, 1996.
- Premio en Concurso Internacional de poesía “La Rambla”, Almería, España, por el libro El Arca: cinco días del diluvio, 1995.
- Premio en el Concurso Nacional de cuentos “Pinos Nuevos” por el libro Modelar el barro, 1993.
- Premio en el Concurso Nacional de Décima “Cucalambé” por el libro Robinson Crusoe vuelve a salvarse, 1993.
- Premio en el Concurso Nacional de Cuentos “26 de Julio” por el libro Algo más sobre los inmortales, 1990.